# John Charles Herries
John Charles Herries (novembre 1778 - 24 avril 1855), connu sous le nom JC Herries, est un homme politique britannique et financier et membre des cabinets conservateurs dans la première moitié du XIXe siècle.

## Biographie
Il est le fils aîné de Charles Herries, un marchand londonien, et de son épouse Mary Ann Johnson, et fait ses études à Cheam et à l'Université de Leipzig.
Il gravit les échelons dans le Trésor et devient secrétaire du Premier lord du Trésor, commissaire général de l'armée, Payeur de la liste civile, Secrétaire du Trésor (1823-1827), Chancelier de l'Échiquier dans le gouvernement de Frederick John Robinson (1827-1828), maître de la Monnaie sous le duc de Wellington (1828-1830), brièvement président du Board of Trade (1830), secrétaire à la guerre sous Robert Peel (1834-1835), et enfin Président du conseil de contrôle du premier gouvernement de Lord Derby (1852). Pendant son mandat de commissaire général, il a recours à l'aide de Nathan Mayer Rothschild pour transférer de l'argent aux troupes britanniques et alliées sur le continent, ce qui n'est pas une tâche facile pendant le blocus continental. La conclusion fructueuse de ces transferts par Rothschild est l’un des fondements de l’empire bancaire anglais de la maison.
Il est l’un des rares hommes d’expérience ministérielle à se ranger du côté des conservateurs protectionnistes après l’abrogation des Corn Laws. Après la mort de Lord George Bentinck en 1848, Lord Stanley suggère Herries comme une alternative à Benjamin Disraeli au poste de Leader de la Chambre des communes. À la fin, Herries décline et Disraeli devient progressivement le leader. Résolument protectionniste, Herries est en conflit répété avec Disraeli qui se dissocie du parti sur ce sujet. Les deux ne se sont jamais entendus et le refus de Herries de participer à l'élaboration du budget de 1852 (qu'il considère comme un "travail de sauvage") n'a pas pu aider les choses. Au moment du second gouvernement de Derby en 1858, Herries est mort. Son fils, Charles Herries, est nommé président du conseil d'administration de Inland Revenue par Disraeli lors du second mandat de ce dernier en 1877.

## Famille
Herries épouse Sarah, fille de John Dorington, en 1814. Ils ont trois fils, dont l'un, Sir Charles Herries, est un financier bien connu. Sarah est décédée en février 1821. Herries lui survit plus de trente ans et meurt à St Julians, près de Sevenoaks, dans le Kent, en avril 1855, à l'âge de 76 ans.